# USS Halligan (DD-584)
Pour les articles homonymes, voir Halligan.
L'USS Halligan (DD-584) est un destroyer de classe Fletcher en service dans la Marine des États-Unis pendant la Seconde Guerre mondiale. Il est nommé en l'honneur du Rear admiral John Halligan, Jr. (1876-1934).
Sa quille est posée le 9 novembre 1942 au chantier naval de Boston, dans le Massachusetts, il est lancé le 19 mars 1943 ; parrainée par Mme John Halligan, femme de l'amiral Halligan. Le navire est mis en service le 19 août 1943 sous le commandement du Commander C. E. Cortner.

## Historique
Après une série d'essais et un entraînement intense dans les eaux des Bermudes, il effectue sa croisière inaugurale en escortant le cuirassé Iowa qui transporte le président Roosevelt à la conférence de Téhéran. Il fait partie de l'écran d'escorte jusqu'à Casablanca, puis mène pendant quelques semaines des opérations anti-sous-marines au large de l'Afrique du Nord. Après une escale aux Açores, à Casablanca et Freetown, il rejoint l'Iowa le 11 décembre et rejoint sept jours plus tard Charleston, en Caroline du Sud. Le Halligan traverse ensuite le canal de Panama pour se rendre à Pearl Harbor qu'il atteint le 1er janvier 1944.
Pendant les 15 mois suivants, le Halligan est affecté à des missions d’escorte, à des patrouilles anti-sous-marines et à des bombardements de plusieurs têtes de plage. Le 26 mars 1945 en fin d'après-midi, le destroyer opère dans des eaux peu profondes à environ cinq kilomètres au sud-est de Mae-shima, au large de la côte d'Okinawa, lorsqu'il heurte une mine qui explose ses deux magasins. Désemparé, l'ordre d'abandon est donné et le navire est abandonné vers 19 h 30, le laissant à la dérive au large d'Okinawa. 162 membres d'équipage ont péri dans le naufrage. 

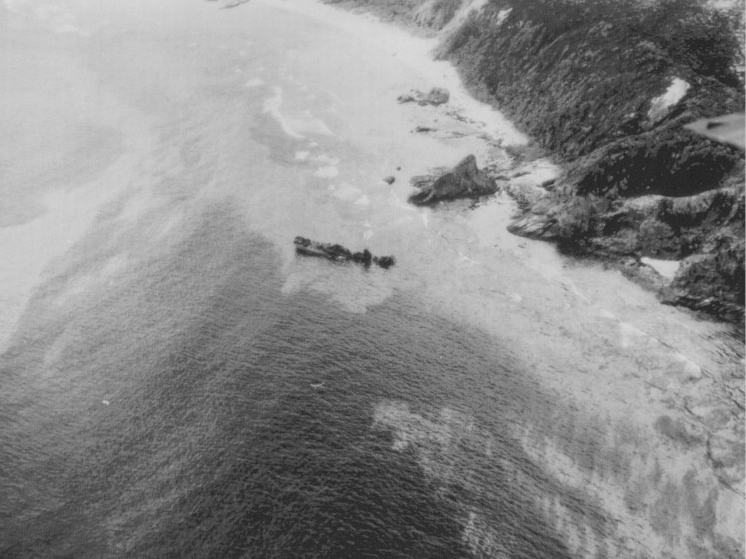
Le Halligan échoué sur l'île de Tokashiki (mars 1945).

Sa poupe s'échoua sur un récif de l’île de Tokashiki et fut inspectée par des équipes de sauvetage de l'US Navy. Considérée comme irrécupérable, l'épave fut dépouillée puis abandonnée. En 1958, elle fut vendue au gouvernement de la préfecture de Ryukyus puis mise au rebut.

## Décorations
Le Halligan a reçu six battles star pour son service pendant la Seconde Guerre mondiale :  occupation des atolls de Kwajalein, Majuro et Eniwetok. Mariannes, golfe de Leyte, débarquements du golfe de Luçon et Lingayen, assaut et occupation de Iwo Jima et campagne d’Okinawa.